# Княжица (река)
Княжица — река в России, протекает в Некоузском районе Ярославской области; левый приток реки Ильд.
Сельские населённые пункты у реки: Молеево, Лучкино, Первовская, Коровишино, Обрезково, Горшиха, Микишево, Чурлаки, Спас-Ильдь и Большое Дубинино.